# Chiesa di San Salvatore (Fino del Monte)
La chiesa di San Salvatore è un luogo di culto cattolico di Fino del Monte in provincia di Bergamo, facente parte del vicariato di Clusone-Ponte Nossa.

## Storia
La situazione di povertà che si era creata a Fino del Monte nella prima metà del XV secolo portò Galeazzo da Fino, alla fondazione il 4 giugno 1459 del Consorzio della Misericordia, per esaudire il desiderio dello zio frate Leone. del terzo ordine regolare di San Francesco, che doveva aiutare i poveri del territorio nonché i membri dell'antica famiglia Da Fin, che viveva una situazione di assoluta miseria. Tre amministratori gestirono i beni lasciati dal frate, questi dovevano dare ai più poveri farina e cacio salato non solo ai poveri ma a tutti gli abitanti di Fino del Monte durante le festività natalizia. Potevano far parte del consorzio solo gli appartenenti all'antica famiglia nobile dei Da Fin, e forse per questo che la chiesa di San Salvatore è conosciuta come chiesa della Misericordia, titolo che successe dopo la controversia con le vicine monache del convento di Santa Chiara, contenzioso che si risolse solo nel 1614 dal tribunale della Sacra Rota, che usavano la chiesa come oratorio fin dal Cinquecento. Il convento venne poi soppresso da san Carlo Borromeo durante la sua visita pastorale del 1575.
L'edificio ebbe, nella parte interna, un completo rifacimento nel Seicento in stile neoclassico. La chiesa continua ad avere il giuspatronato dell'Opera Pia della Misericordia gestita dall'antica famiglia Da Fin e dai personaggi collegati a questa nobiltà.
Una pergamena conservata presso l'archivio diocesano di Bergamo, indica che durante una funzione eucaristica sarebbe avvenuto il sanguinamento di una particola durante l'atto di consacrazione.

## Descrizione

### Esterno
La piccola chiesa si trova nel centro del paese inserita con il convento delle monache terziaria e di altri fabbricati restando visibile solo la semplice facciata e la cella campanaria. L'edificio è anticipato da un breve sagrato con pavimentazione in ciottolato di pietra.
Il piccolo campanile in ceppo posto nella parte terminale della copertura in coppi, conserva la data del 1515 sulla cornice della cella campanaria a indicarne la sua edificazione.

La facciata a capanna si presenta nella classica conformazione trecentesca e conserva il portale in pietra sormontato dall'arco a sesto acuto dove restano tracce di sinopia di un affresco che doveva raffigurare la “Trasfigurazione”. La parte inferiore è completa di una zoccolatura in pietra. La facciata ospita nella parte superiore un'apertura atta a illuminare l'aula.

### Interno

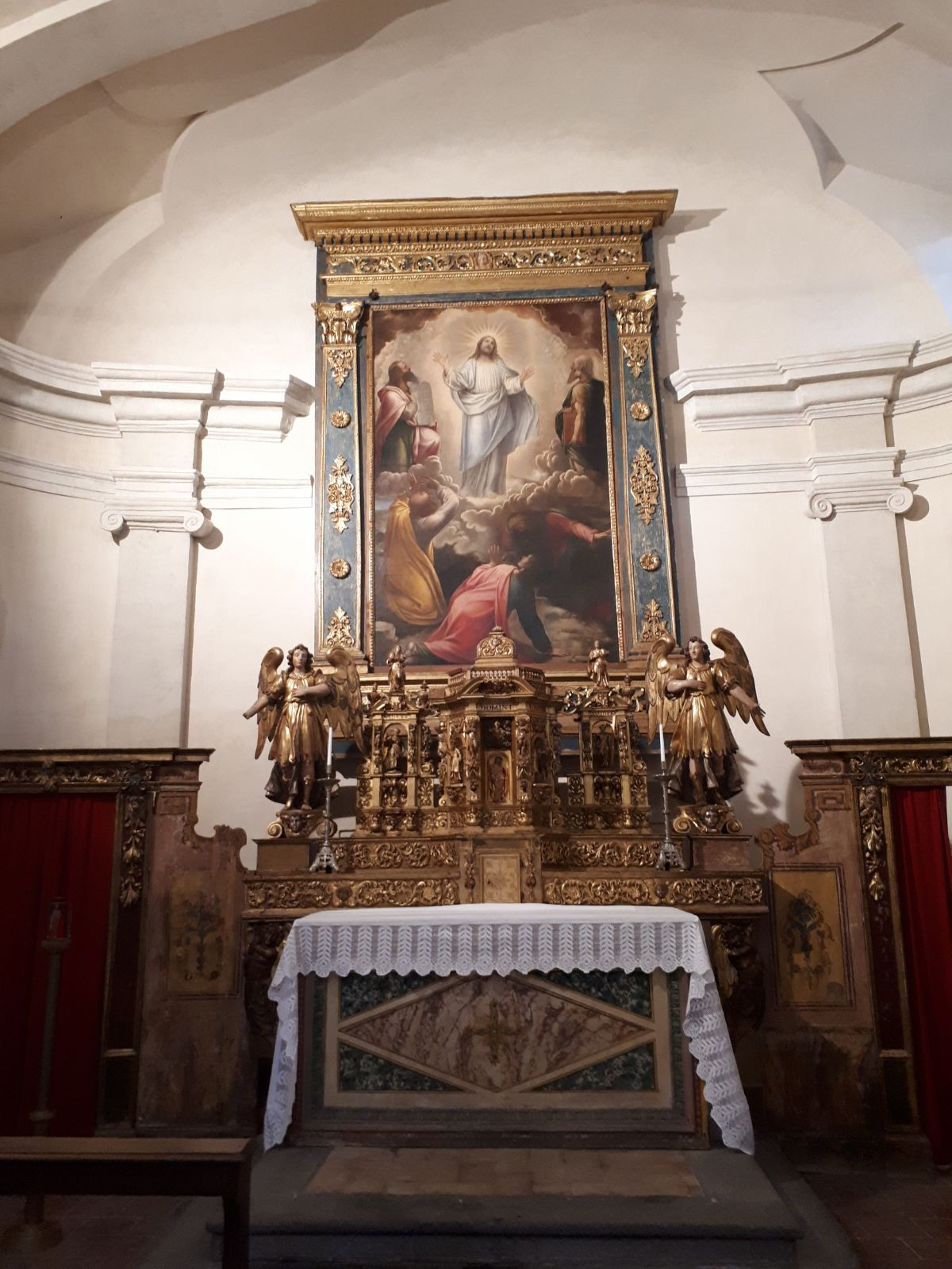
Trasfigurazione di Enea Salmeggia a Fino del Monte

L'interno a unica navata presenta le tradizionali caratteristiche seicentesche e si compone di quattro campate divise da lesene in ordine ionico di cui quelle centrali di misura maggiore. Il presbiterio presenta angoli curvi. Il coro absidato è ornato dalla bellissima pala della Trasfigurazione opera di Enea Salmeggia del 1621. La copertura a sesto ribassato è in stucco con raccordi che si collegano alle finestre lunettate, di cui alcune cieche.
Le lesene continuano sulla volta formando archi a sesto ribassato, creando una continuità architettonica nell'elemento di divisione dello spazio. La volta ospita anche le finestre complete di lunette e raccordi; di quest'ultime sono vere solo alcune: a destra nella prima ed ultima campata, mentre a sinistra quella nella terza; le rimanenti sono tamponate in muratura.